# Johann Gustav Vogt
Johann Gustav Vogt (* 4. Februar 1843 in Florenz; † um 1920) war ein deutscher Naturforscher und Naturphilosoph. Er lehrte unter anderem an der Universität Leipzig.

## Leben
Vogt war ein Sohn deutscher Eltern aus Schwaben. Er war unter anderem als Privatgelehrter in London tätig und wohnte um 1911 in der Oxford & Cambridge Mansions, Marylebone. Vogts Theorie des „pyknotischen Monismus“ basierte auf der Annahme, dass „die Wirklichkeit aus verschiedenen Verdichtungen der einen kontinuierlichen Substanz („Kontraktionsenergie") besteht.“ Vogt erklärte die Welt in folgender Weise:

„Eine ewige, unendliche und kontinuirliche Materie erfüllt zunächst allen Raum. Diese Materie ist elastisch und zieht sich in unendlich kleine Verdichtungscentra zusammen. Diese Verdichtung ist Lustgefühl, die Verdünnung dagegen Schmerzgefühl. Die Verdichtungscentra bildeten allmählich gewaltige Konglomerate; so entstand unsere Erde, und so entstanden die Himmelskörper.“

Der Monist Ernst Haeckel zitierte seinen Kollegen Vogt vor allem bezüglich seiner Vorstellungen über Elektromagnetismus und einen universellen Äther. Gemäß Haeckel und Vogt besitzen Masse und Äther sowohl Empfindung als auch Willen, sie „empfinden Lust bei Verdichtung, Unlust bei Spannung; sie streben nach der ersteren und kämpfen gegen letztere“. Wegen dieses Weltbilds werden die beiden auch als hylozoistische Naturphilosophen bezeichnet.
Nachdem Friedrich Nietzsche 1881 seine Idee die Ewige Wiederkunft hatte, las er im Rahmen naturphilosophischer Studien auch Vogts Werk Die Kraft. Eine real-monistische Weltanschauung (1878). In Auseinandersetzung unter anderem mit diesem Werk entwickelte Nietzsche später seine Lehre der Wille zur Macht.
Rudolf Steiner beurteilte seine 1892 in Leipzig herausgegebene Schrift Die Unfreiheit des Willens (der Determinismus) und die Frage der Verantwortlichkeit für unsere Handlungen. eher kritisch:

„Der Irrtum, der hier zugrunde liegt, ist einfach der, daß Vogt, so wie alle Deterministen, das Wesen der Kausalität verkennt. Es beruht auf einer gewissen Dürftigkeit des Denkens, die Kategorie der Ursächlichkeit für die einzige zu halten, von denen die Welterscheinungen beherrscht werden. Diese Dürftigkeit ist freilich heute ein weit verbreiteter Mangel. Wir müssen es immer und immer wieder hören, daß es die Aufgabe der Wissenschaft sei, zu den Erscheinungen, die uns durch die Beobachtung gegeben werden, die Ursachen zu suchen.“

Vogt übernahm im Juli 1900 gemeinsam mit dem Kaufmann und Papierfabrikanten Fritz Sengebusch den Buchhandelsverlag Ernst Wiest Nachfolger in Leipzig, in dem auch viele seiner Werke erschienen waren.

## Werke (Auswahl)
- Die Kraft. Eine real-monistische Weltanschauung. Band 1: Die Contraktionsenergie. Die letztursächliche einheitliche mechanische Wirkungsform des Weltsubstrates. Haupt & Tischler, Leipzig 1878 (digitale-sammlungen.de).
- Die Geistesthätigkeit des Menschen und die mechanischen Bedingungen der bewußten Empfindungsäußerung auf Grund einer einheitlichen Weltanschauung. Vorträge. 2. Auflage. Wiest, Leipzig 1889. (1. Auflage Schmidt, Leipzig 1887.)
- Das Wesen der Electricität und des Magnetismus auf Grund eines einheitlichen Substanz-Begriffes (1891)
- W. Beck: Die Elektrizität und ihre Technik. Eine gemeinverständliche Darstellung der physikalischen Grundbegriffe und der praktischen Anwendung der Elektrizität; nebst einem Anhange: Das Wesen der Elektrizität und des Magnetismus von J.G. Vogt. Verlag von Ernst Wiest Nachf, Leipzig 1896.
- Das Empfindungsprincip und das Protoplasma: auf Grund eines einheitlichen Substanzbegriffes.[8] Wiest, Leipzig 1891.
- Die Menschwerdung. Entwicklung des Menschen aus der Hauptreihe der Primaten und die Begründung der weiten Kluft zwischen Tier und Mensch…. Wiest, Leipzig 1892.
- Eine Welt- und Lebensanschauung für das Volk. Buch 1: Die menschlichen Triebe. Buch 2: Die Entwicklung der Menschen als Kulturträger. Buch 3: Die Gesetze der wirtschaftlichen Entwicklung. Leipzig 1892/93, 3 Bände:
- Entstehen und Vergehen der Welt als kosmischer Kreisprozess auf Grund des pyknotischen Substanzbegriffes. 2., umgearbeitete Auflage. Wiest, Leipzig 1901. (1. Auflage Gottwald, Leipzig 1889).
- Der Realmonismus; eine naturwissenschaftliche Weltanschauung mit besonderer Berücksichtigung des Geistes- und Lebensproblems. Thüringische Verlagsanstalt, Leipzig 1908.
- Der absolute Monismus; eine mechanistische Weltanschauung auf Grund des pyknotischen Substanzbegriffes. Thüringische Verlagsanstalt, Hildburghausen 1912.
- Die Relativitätstheorie der Physik. Breitenbach, Brackwede 1914.